# Pierre de Portland

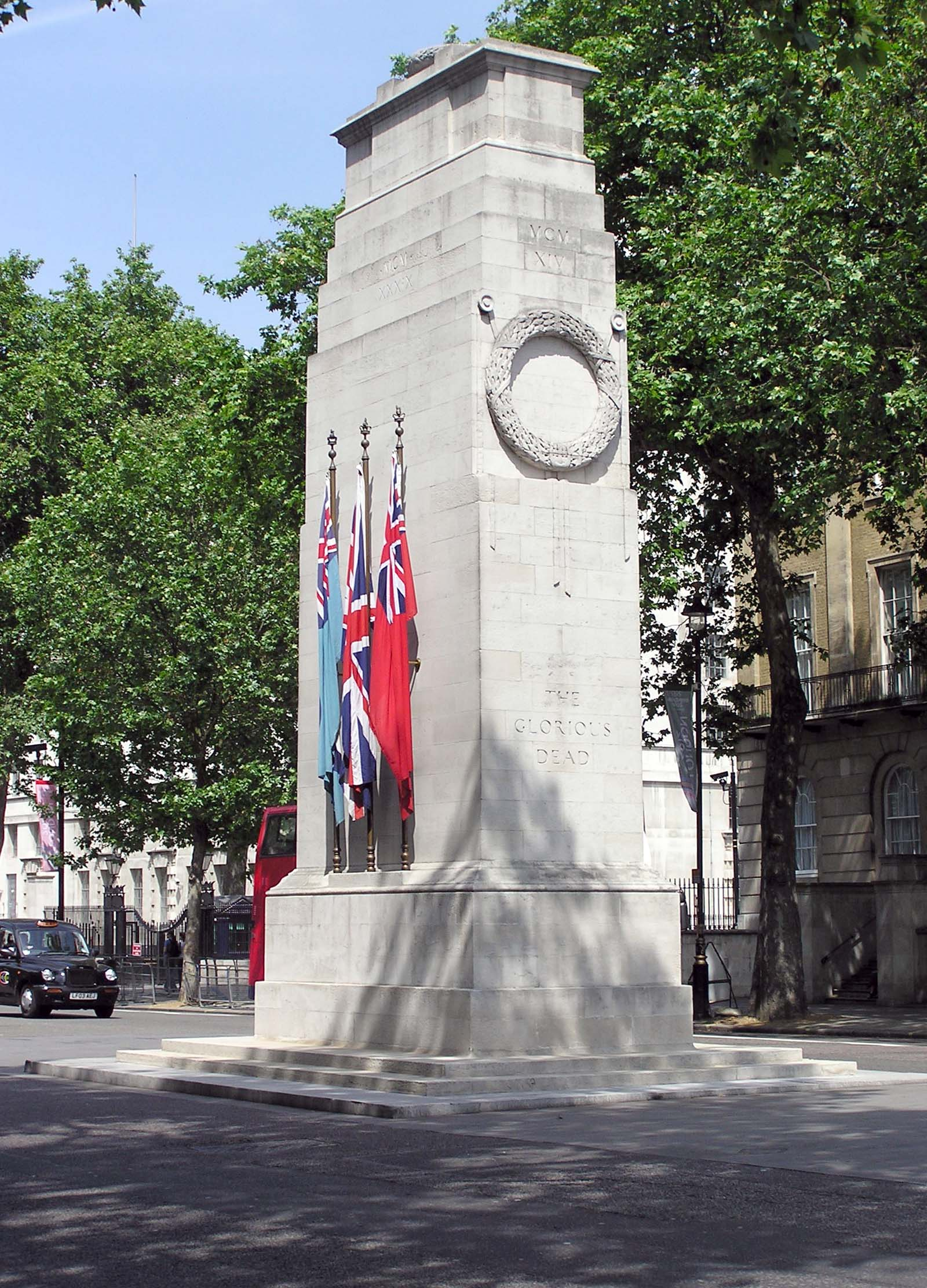
Le Cénotaphe de Whitehall, Londres, est taillé dans la pierre de Portland.

La pierre de Portland est un calcaire de l’étage tithonien de la période Jurassique exploitée sur l’île de Portland, dans le Dorset. Les carrières sont des litages de calcaire gris-blanc séparés par des bandes de chaille. La pierre de Portland a été massivement employée comme matériau de construction dans les îles Britanniques, particulièrement dans les grands édifices publics de Londres comme la cathédrale Saint-Paul et le palais de Buckingham. Elle continue de s'exporter dans de nombreux pays : la pierre de Portland forme la façade du siège des Nations unies à New York, par exemple.
L’appellation « ciment de Portland » apparaît avec le brevet de Joseph Aspdin déposé en 1824 pour un liant hydraulique obtenu  par calcination d'un mélange de calcaire et d’argile, ayant l'aspect du ciment romain et présentant une texture très proche de celle de la pierre oolitique de Portland.

## Géologie
La pierre de Portland s'est formée dans le milieu marin, sur les fonds d'une mer subtropicale chaude et peu profonde, couvrant probablement une plate-forme continentale (comme le suggère la présence de bois flotté fossile, assez fréquente). L’échauffement de  l'eau réduisait sa teneur en gaz dissout, provoquant des émanations de gaz carbonique (CO2) dans l’atmosphère. Les ions calcium et bicarbonates de l'eau peuvent alors se recombiner pour précipiter sous forme de carbonate de calcium (CaCO3). C'est ainsi qu’avec une eau dure, les plaques de calcaire se déposent à l’usage sur les parois des bouilloires. Le carbonate de calcium est le principal constituant de la plupart des craies. Des milliards de minuscules cristaux de calcite se sont déposés pour former une boue dite « micrite » qui a couvert les fonds marins. De petites particules de sable ou de débris organiques (fragments de coquillages) ont formé les nucléus autour desquels sont venues s'agréger les couches de calcite au gré du transport dans la boue de micrite. La calcite s'est ainsi peu à peu fixée en couches concentriques par accrétion, formant des nodules (d'au moins 0,5 mm de diamètre). Au fil du temps, d'innombrables nodules, appelés « ooïdes » ou « oolithes », se sont cimentés entre eux (« lithification ») pour former le calcaire oolitique appelé depuis pierre de Portland. Le degré de cémentation de la pierre de Portland est suffisant pour qu'elle résiste à l'érosion, mais pas au point d’interdire son travail (taille et gravure) par les maçons, et c'est l'une des raisons pour lesquelles la pierre de Portland est tellement appréciée comme pierre monumentale et architecturale. Ian West, chercheur de l'Institut Océanographique de l'université de Southampton, a effectué une étude détaillée de la carrière de Withies Croft avant l'exploitation des litages de pierre de Portland par la Sté Albion Stone plc.

## Mines et carrières
La carrière Jordans, qui inclut Fancy Beach, est une partie de la carrière Inmosthay au centre de l'île. Elle est en exploitation depuis la fin du XIXe siècle. La compagnie minière Albion Stone loue la section sud aux Biens de la Couronne et a acheté la moitié nord du site en 2006. Le banc de calcaire, dans sa moitié sud, plonge sous terre au droit du club de cricket local. Pour éviter des expropriations en surface, la compagnie a reçu l'autorisation de creuser des galeries souterraines. La partie nord sera exploitée  en carrière avec des outils de découpe à lame diamantée, des membranes gonflables (hydro bags) faisant coin et des scie à fils pour équarrir les blocs de pierre. Cette technique évite la fragmentation, le bruit et les poussières propres au pétardage et préserve l'endroit, classé Site d'intérêt scientifique particulier (SSSI).
La carrière de Bowers est en exploitation depuis la fin du XVIIIe siècle. Elle est affermée par les Biens de la Couronne depuis 1979 et en 2002 on l’a reconnu comme le plus ancien site d'extraction de la pierre de Portland. L’exploitation y est entièrement souterraine. La mine d'origine se trouve à l’extrémité sud de la carrière, tandis que High Wall Extraction, réseau de petites galeries de mine où l'on extrait des débris de roche, occupe l'est et le sud-est de l'exploitation.
Les carrières, en fin d'exploitation, font l'objet d'un ré aménagement. Le Portland Sculpture and Quarry Trust, fondé en 1983, cherche à promouvoir la connaissance du travail de la pierre et la qualité du paysage. La principale carrière réaménagée est Tout Quarry, où le centre d'interprétation du  Trust se trouve, et qui abrite un atelier.

### Techniques d'exploitation

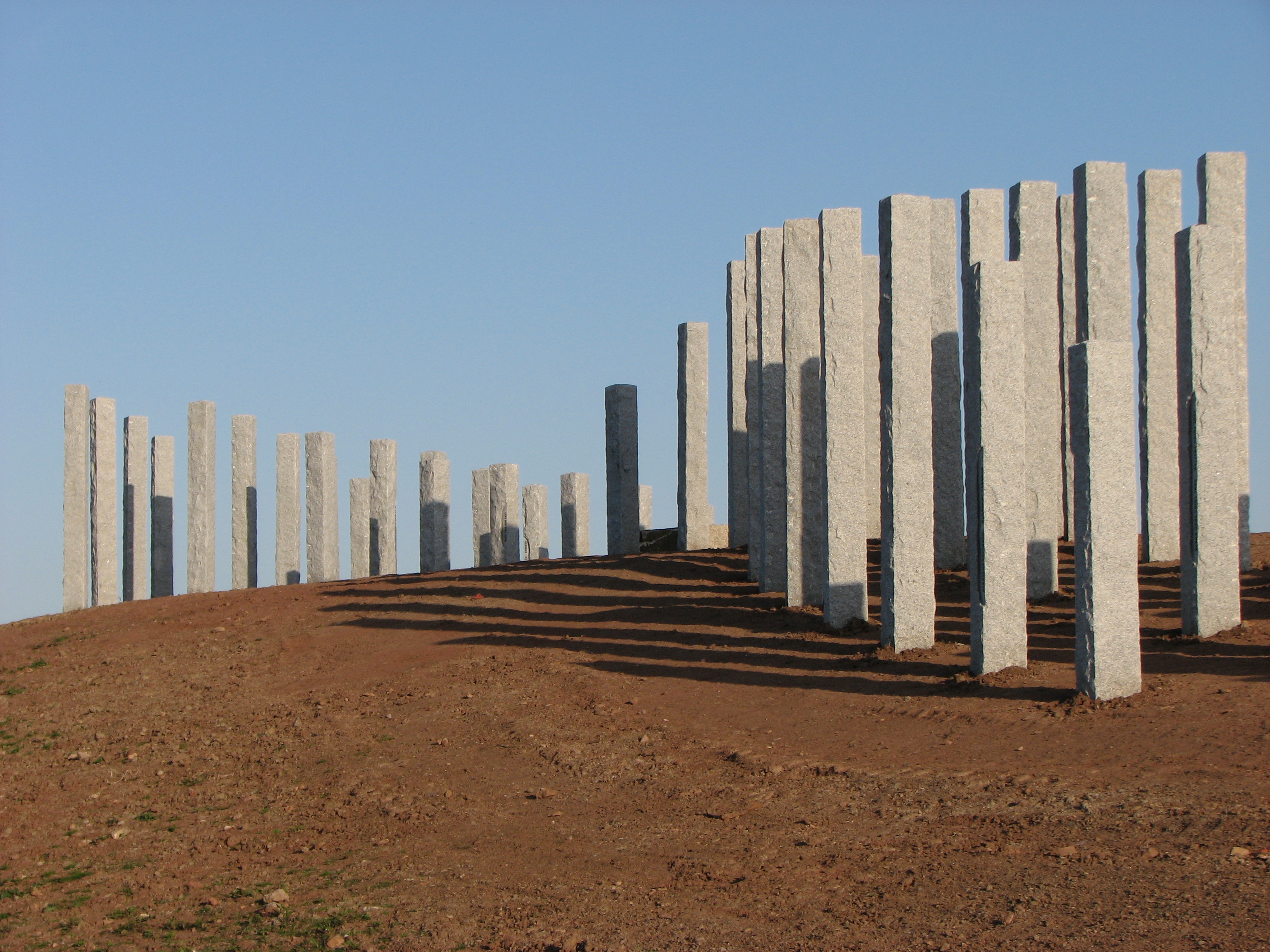
Seafarer's Sculpture (108 piliers en pierre de Portland), marina de Portishead, par Michael Dan Archer.

Traditionnellement, on forait des trous de petit diamètre (35 mm) horizontalement à la base du rocher et on y plaçait une charge de poudre noire, appréciée parce qu'elle brisait la roche sans la pulvériser. Mise à feu, la poudre créait une fissure suffisamment profonde pour déchausser un bloc de la roche environnante, sans le fissurer. La pierre était dégagée au moyen d'un poinçon et de coins : on forait pour cela un alignement de trous de petit diamètre (typiquement 30 mm). On insérait un poinçon et deux coins dans chaque orifice, et l'on enfonçait le poinçon par percussion jusqu'à ce que la pierre cède sous l'effet tensions ainsi produites ; la plupart des roches, en effet, ont une résistance bien moindre en traction qu'en compression. Il faut ajouter que le plan de clivage principal de la pierre est parallèle au lit, et non perpendiculaire.
Depuis 1999, l’exploitant Albion Stone a adopté le matériel des carriers italiens conçu à l’origine pour les carrières de marbre de Toscane. Cette évolution a mis un terme à l'emploi des explosifs, améliorant sensiblement la qualité environnementale des exploitations et évitant une fragmentation excessive de la roche. La direction des joints est entièrement dictée par la position et l’orientation des plans de coupes. Une fois que les faces d'un bloc ont été découpées, la pierre est déchaussée par des membranes gonflées d'eau (hydro-bags) agissant comme des coins hydrauliques. Le bloc peut alors être dégagé par un grand chargeur sur pneus. Le découpage des blocs au marteau-piqueur est exténuant et on a substitué aux poinçons traditionnels des scies à ruban.

### Exploitation minière

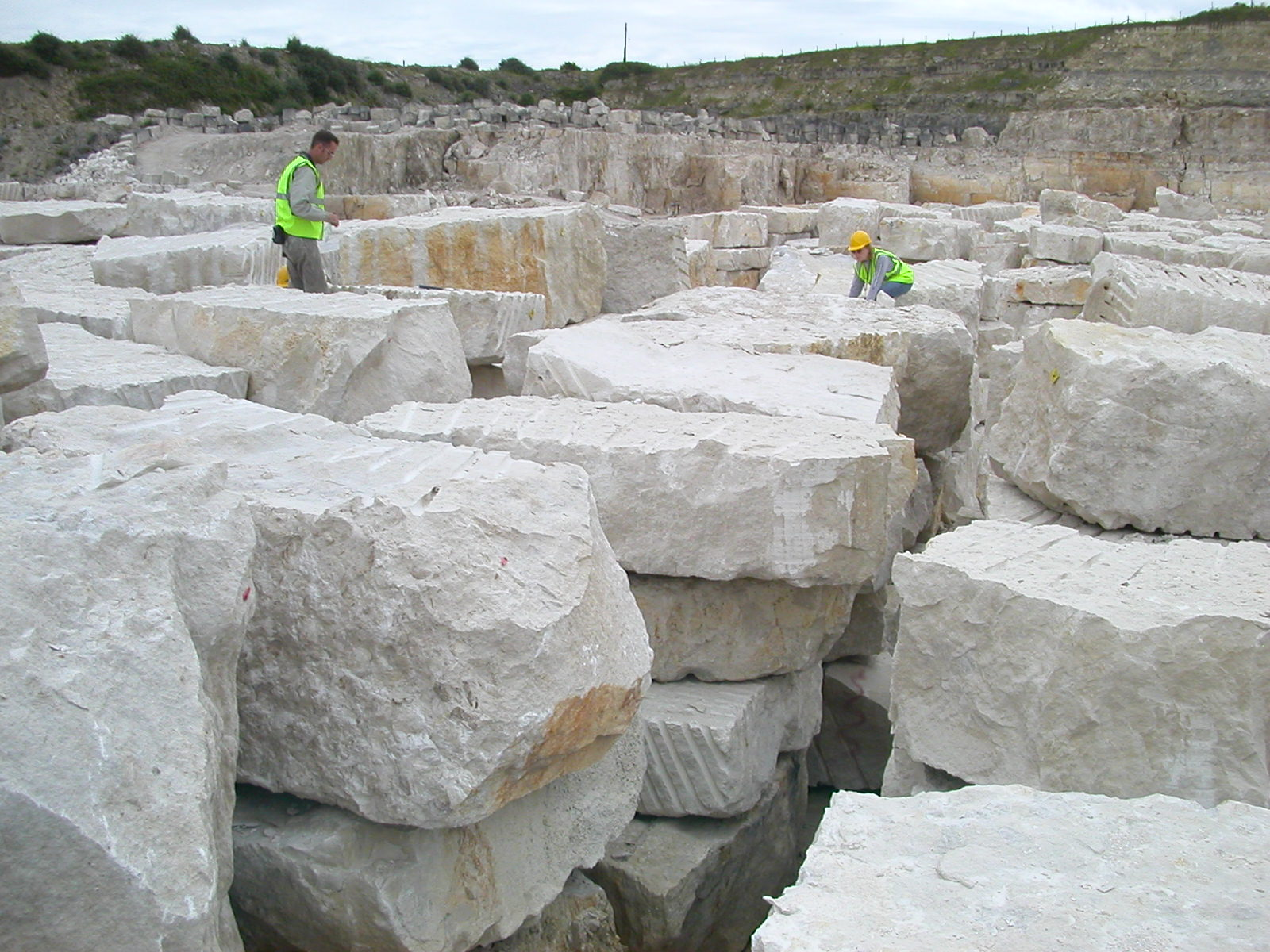
Carrière de pierre de Portland sur l’Île de Portland, dans le comté de Dorset.

Les mines de Portland sont exploitées par la méthode des travers-bancs. Le front de taille progresse par extraction des blocs à l'aide d'une haveuse à chaîne abrasive. Des entailles de pré-découpe sont pratiquées en surface et sur les côtés du bloc. Une membrane gonflée d'eau est introduite dans ces entailles et gonflées d'eau lentement. Les blocs se détachent alors parallèlement à leur base pratiquement sans effort. Cette méthode d’extraction est nettement plus coûteuse qu'avec l'explosif, mais son rendement est finalement bien supérieur car elle ménage les réserves de pierre en évitant une fragmentation superflue et le dégagement de poussière. Le bruit est très diminué et les atteintes à l'environnement deviennent supportables.

### Exploitation privées et publiques
Les deux carrières sont propriété des Biens de la Couronne et ont été affermées depuis 1982. Ces carrières sont exploitées depuis le milieu du XIXe siècle, et les derniers grands blocs ont été extraits d’Independent en 2006, bien qu'il subsiste quelques bancs exploitables de pierre de Portland.
Chaque fois qu'une carrière est entièrement exploitée, elle fait l'objet d'un aménagement paysager. Le Portland Sculpture and Quarry Trust, fondé en 1983, se propose de promouvoir la connaissance de la géologie et des utilisations de la pierre extraite localement.

## La pierre de Portland dans l'architecture

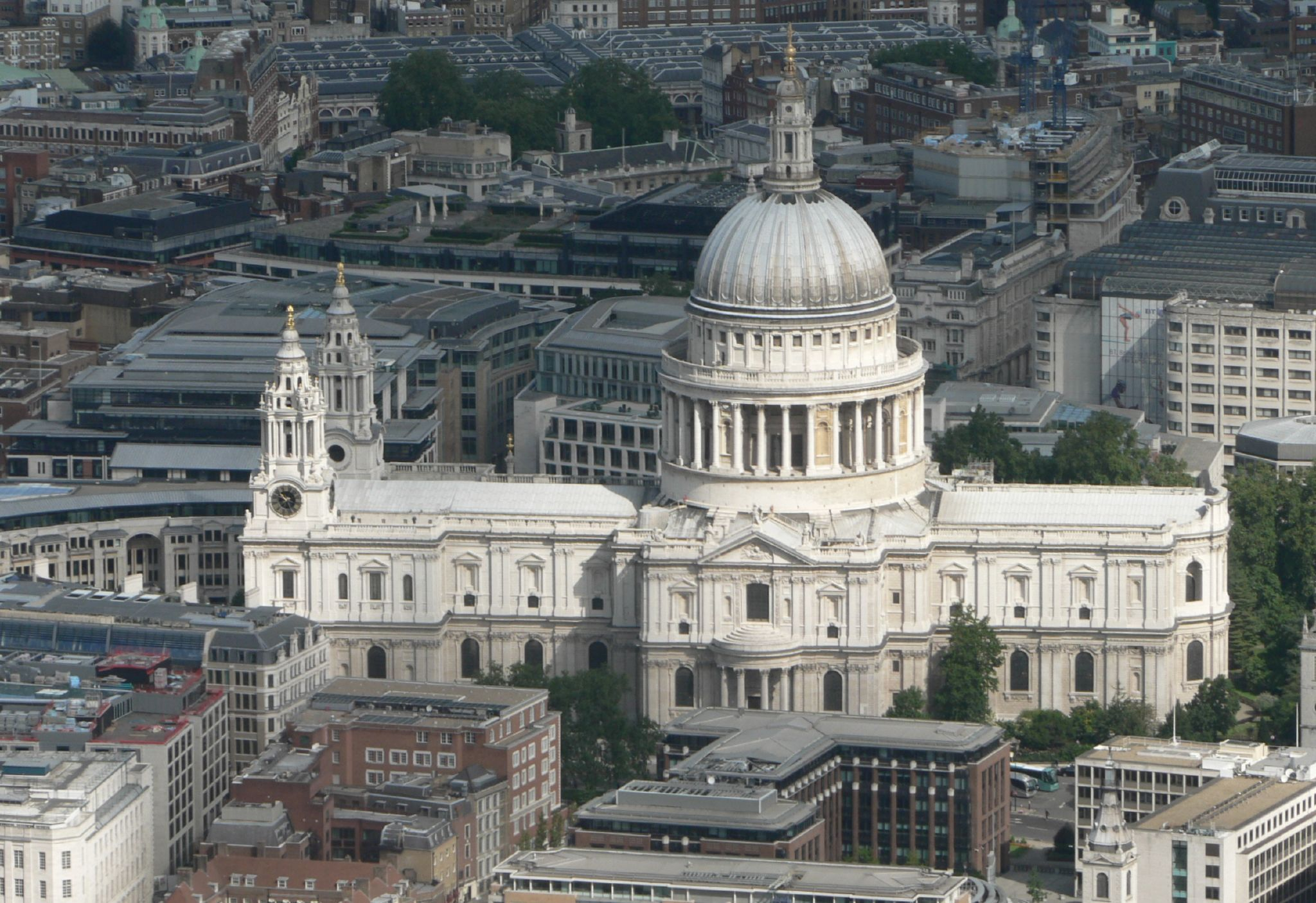
La cathédrale Saint-Paul de Londres, édifiée sur des plans de Christopher Wren, en 1677.

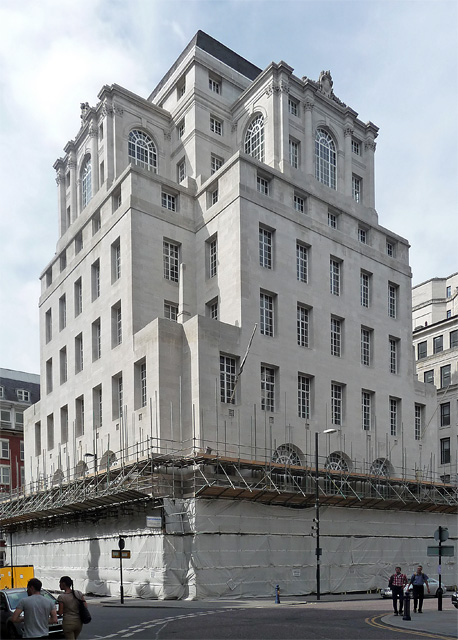
L'immeuble du n°100 de King Street à Manchester, œuvre de l’architecte Edwin Lutyens (1935).

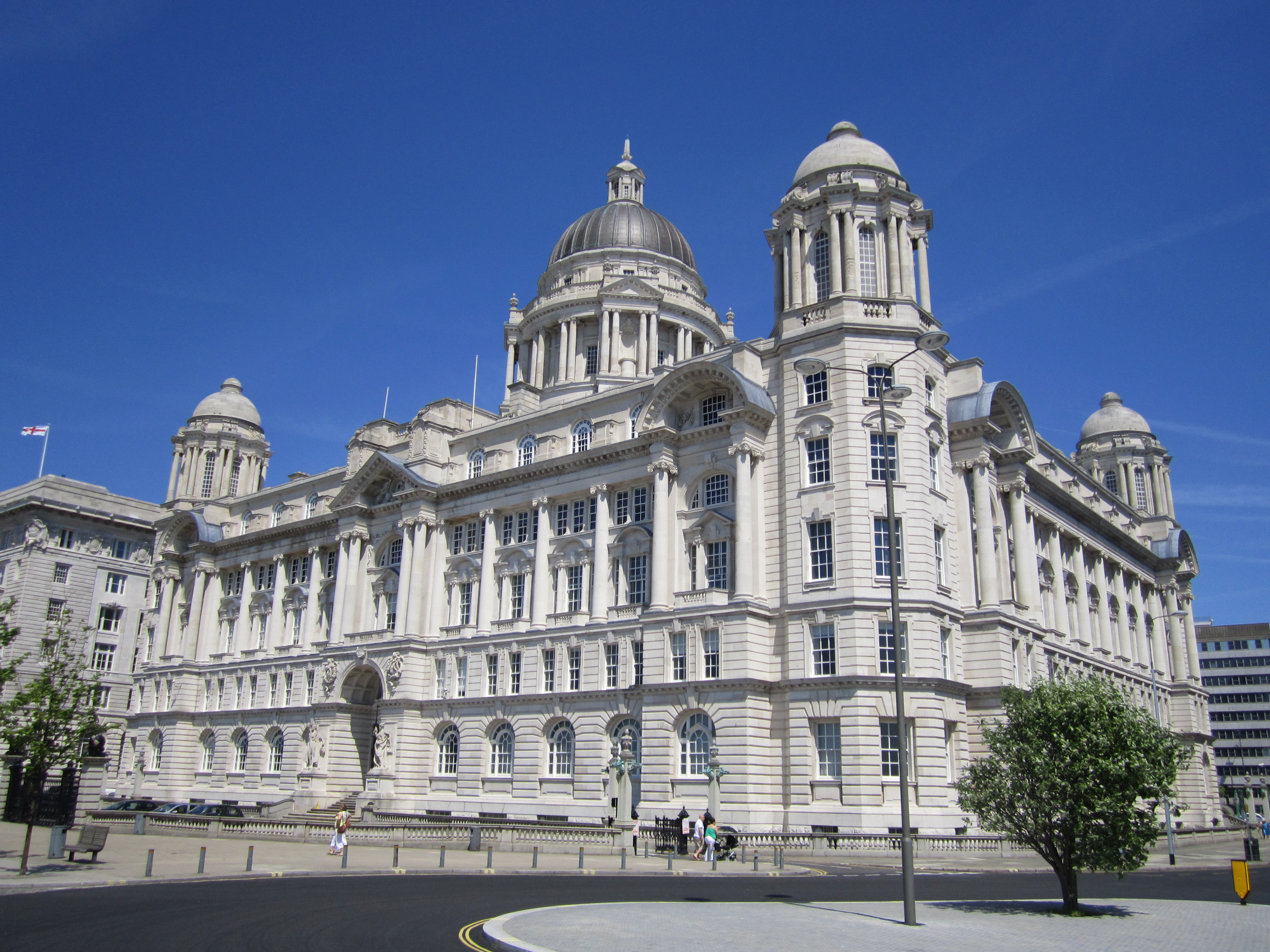
L'ancienne Capitainerie du port de Liverpool, édifiée en 1907.

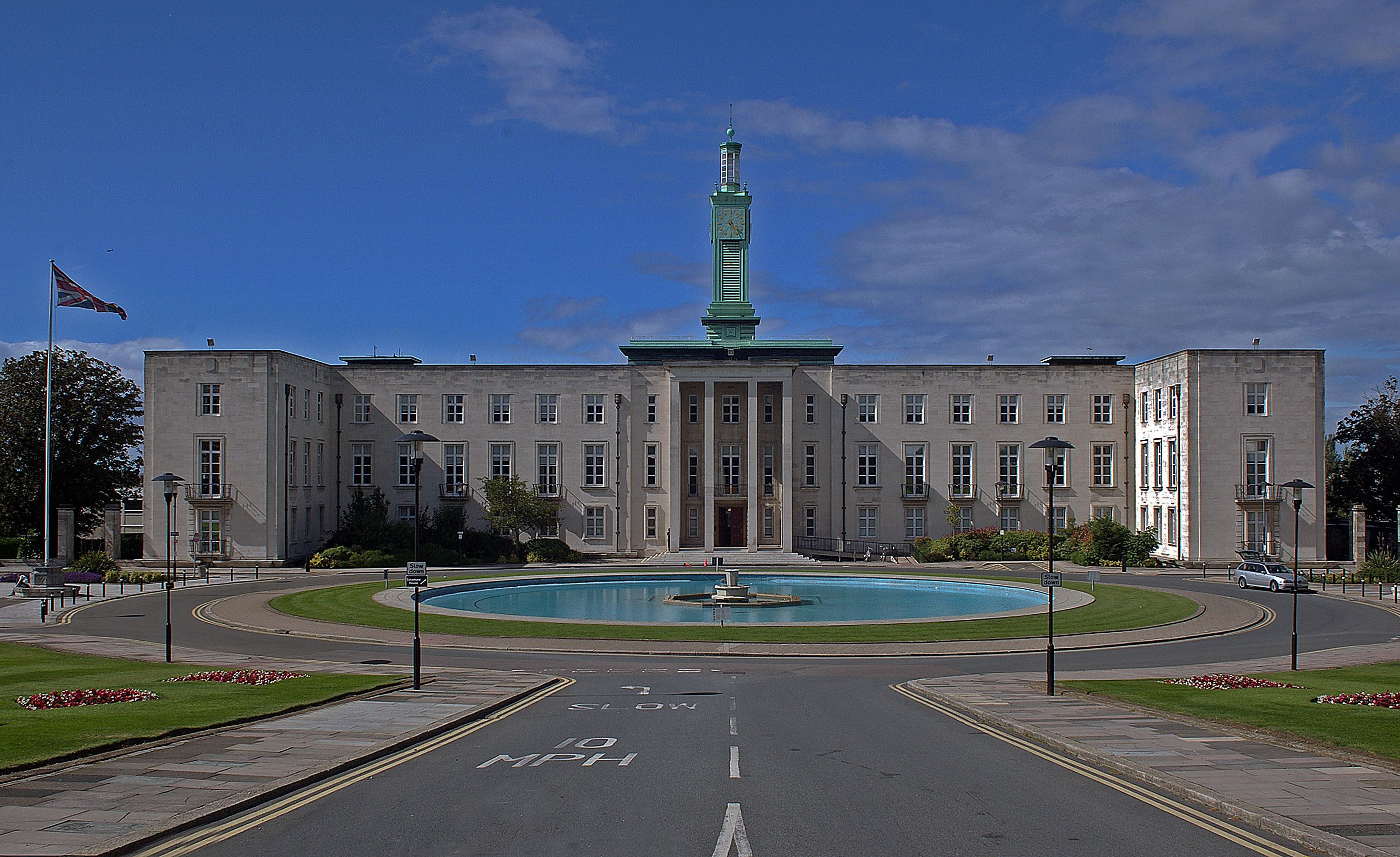
L'hôtel de ville de Waltham Forest, près de Londres, édifié en 1937-1942.

La pierre de taille de Portland a très probablement servi de matériau de construction dès la colonisation romaine. Les multiples sarcophages romains retrouvés au fil des années dans la région témoignent de l'habileté des artistes de l'Antiquité.
Le plus vieil édifice construit en pierre de Portland est le château de Rufus à Church Ope Cove (Portland). La structure d’origine remonte probablement à 1080. Le château a été reconstruit en 1259 puis à nouveau en 1450, qui est sans doute la date de construction des murs qui subsistent aujourd'hui. Les plus anciennes carrières de pierre de Portland sont situées sur la côte nord-est de l’île, non loin du château de Rufus, où de grands glissements de terrain rendaient l'extraction plus accessible, et la proximité du littoral permettait d'acheminer les blocs à de grandes distances par barge.
La pierre de Portland a servi à construire le palais de Westminster en 1347, la tour de Londres en 1349 et le premier pont de Londres en pierre en 1350. La cathédrale d'Exeter et le prieuré de Christchurch, construits eux aussi au cours du XIVe siècle, sont faits de pierre de Portland. Les remarquables propriétés de ce matériau ont fait depuis sa popularité parmi les tailleurs de pierre et les architectes. La façade sud du palais de Buckingham, résidence londonienne officielle de la reine Élisabeth II, y compris le balcon, a été revêtue de pierre de Portland (en 1854 puis en 1913). Le Mémorial Victoria est fait de la même pierre.
Inigo Jones (1573–1652) a utilisé la pierre de Portland pour réaliser la salle de banquet de Whitehall en 1620. Christopher Wren a employé près de 30 000 m3 de pierre de Portland pour reconstruire la cathédrale Saint-Paul de Londres et plusieurs autres églises après le grand incendie de Londres (1666). Wren a fait acheminer la pierre par barges depuis Portland jusqu'au centre de Londres par la Tamise. Les réalisations architecturales de Wren avec la pierre de Portland en ont fait la pierre locale de Londres et l'un des matériaux de construction les plus appréciés des Îles Britanniques. Parmi les autres célèbres édifices londoniens construits avec la pierre de Portland, citons encore le British Museum (1753), Somerset House (1792), le Daily Telegraph Building (1928), le General Post Office (1829), la Banque d'Angleterre, Mansion House et la National Gallery.
La pierre de Portland prédomine aussi dans l'architecture de Manchester malgré la préférence historique pour les matériaux résistants à l'érosion et aux agressions du gaz carbonique, comme les céramiques de Burmantofts et le grès. La pierre de Portland a conquis cette ville au cours des années 1930. Parmi les édifices de Manchester construits en pierre de Portland, on compte St. James Buildings dans le style baroque edwardien (1912), l'immeuble du n°100 de King Street, Manchester Central Library (1934), Les galeries commerciales Kendals Milne (1939), Sunlight House (1932), de style Art déco, et Arkwright House (1937).
Deux des Trois Grâces de Liverpool, aussi bien que le Cunard Building et la capitainerie du Port of Liverpool Building, sont en béton armé revêtu de pierre de Portland.
Les plus importants édifices civils et administratifs de Dublin, surnommée « la deuxième métropole de l’Empire britannique », et remontant au XVIIIe siècle, ont été construits en pierre de Portland : parmi ceux-là, on compte l’hôtel de ville de Dublin (1779), les Chambres du Parlement irlandais (1767), les Douanes (1791) et la Poste centrale de Dublin (1818).
L’hôtel de ville de Nottingham, achevé en 1929, est lui aussi en pierre de Portland, tout comme les édifices publics du centre-ville de Cardiff.
L’architecte Charles Holden a fréquemment eu recours à cette pierre dans ses chantiers des années 1920 et 30 : ainsi  Senate House et l'immeuble du n°55 de Broadway Street, siège du Métro de Londres.
Après la Seconde Guerre mondiale (1939–1945), le centre-ville de plusieurs villes anglaises avait été détruit par les bombes allemandes : ce fut le cas de Plymouth, Bristol, Coventry et Londres. Ces villes furent reconstruites avec création de vastes façades de pierre de Portland. Et bien qu’à Oxford les immeubles utilisent une craie oolitique locale, l’Ashmolean Museum a été rénové avec d'importants apports de pierre de Portland. Plus récemment, le nouveau siège de la BBC, à Londres, a été couronné par le New Build Award en 2006.
Mais ce matériau de construction s'exporte aussi dans le monde entier : témoin le Siège des Nations-Unies à New York, la National Gallery de Dublin ou le Casino Kursaal à Ostende.

## Monuments
Après la Première Guerre mondiale, l’architecte Edwin Lutyens a employé la pierre de Portland (tirée du fond de la carrière de Wakeham) pour construire le Cénotaphe de Whitehall. Érigé en 1920, ce cénotaphe commémore les millions de victimes des derniers conflits depuis 1914.
Les pierres tombales des soldats britanniques tombés au cours des deux guerres mondiales sont taillées dans la pierre de Portland. La Commonwealth War Graves Commission a passé commande auprès de la Stone Firms Limited's Broadcroft Whitbed.
Cette roche a été choisie pour le monument aux morts du Staffordshire, où sont gravés les noms des 16 000 engagés du personnel de service de l'armée britannique qui ont été tués au combat depuis la deuxième guerre mondiale. Conçu par le cabinet Liam O’Connor Architects and Planning Consultants, il a été achevé en 2007 pour un montant de 6 millions de livres sterling.

## Vestiges fossiles
La pierre de Portland, qui s'est formée dans une mer peu profonde, a piégé dans sa matrice de nombreux fossiles du Jurassique.

### Ornithischiens
| Dinosaures fossiles présents dans la pierre de Portland | Dinosaures fossiles présents dans la pierre de Portland | Dinosaures fossiles présents dans la pierre de Portland | Dinosaures fossiles présents dans la pierre de Portland | Dinosaures fossiles présents dans la pierre de Portland |
| Taxons                                                  | Présence                                                | Description                                             | Images                                                  |                                                         |
| ------------------------------------------------------- | ------------------------------------------------------- | ------------------------------------------------------- | ------------------------------------------------------- | ------------------------------------------------------- |
| Genus: - Echinodon 1. Echinodon sp.                     | 1. Wiltshire                                            |                                                         |                                                         |                                                         |
| Famille: - Nodosauridae 1. Restes indéterminés.         | 1. dans le Wiltshire, en Angleterre.                    |                                                         |                                                         |                                                         |
| Ordre: - Ornithischia 1. Restes indéterminés.           | 1. Wiltshire                                            |                                                         |                                                         |                                                         |
| Sous-ordre: - Thyreophora 1. nom non encore attribué.   | 1. Wiltshire                                            |                                                         |                                                         |                                                         |

### Saurischiens
| Dinosaures fossiles trouvés dans la pierre de Portland                                                                   | Dinosaures fossiles trouvés dans la pierre de Portland   | Dinosaures fossiles trouvés dans la pierre de Portland                                                                                     | Dinosaures fossiles trouvés dans la pierre de Portland | Dinosaures fossiles trouvés dans la pierre de Portland |
| Taxons | Présence                                                 | Description | Images                                                 |                                                        |
| --- | -------------------------------------------------------- | --- | ------------------------------------------------------ | ------------------------------------------------------ |
| Infra ordre: - Sauropoda 1. Restes indéterminés. 2. Restes indéterminés. 3. Restes indéterminés. 4. Restes indéterminés. | 1. Dorset 2. Oxfordshire 3. Buckinghamshire 4. Wiltshire | 1. "(=Ornithopsis sp.)" 2. "(=Cetiosaurus longus, C. ?longus, C. sp.)" 3. "(=Cetiosaurus longus)" 4. "(=Camarasaurus sp., Diplodocus sp.)" |                                                        |                                                        |
| Sous-ordre: - Theropoda 1. Indeterminate remains.                                                                        | 1. Dorset et Wiltshire                                   | 1. "(=Megalosaurus sp.)" |                                                        |                                                        |

### Voir également
- Craie

- (en) Cet article est partiellement ou en totalité issu de l’article de Wikipédia en anglais intitulé « Portland stone » (voir la liste des auteurs).